# Cセグメント
Cセグメント（英語名：C-Segment,Small family car/compact car）は、主に欧州で利用されている乗用車の分類方法であるセグメントの1カテゴリーで、BセグメントとDセグメントの中間に位置付けられる。同一セグメントにセダン、クーペ、ハッチバックなどのボディスタイルを包括する。
調査会社であるグローバルインサイト社の分類では、スポーツ・クーペ、マルチパーパスカー(ミニバン)、SUVを含むが、欧州で「以前に使用されていた最も狭義の分類」において、これらは別セグメントに分類される。

## 概要
2000年代以降は、およその全長がセダンとステーションワゴンで4,350mmから4,600mmまで、ショートワゴンを含むハッチバックは4,200mmから4,500mmまで、の車種を指す。1980年代から1990年代初頭までの本セグメントは、セダンとステーションワゴンは全長が4.3m足らずで車幅が1,700mm未満、ハッチバックは全長が4m足らずで、5ナンバーに該当するものがほとんどであった。一般的には1.5Lから2Lのエンジンを搭載することが多いが、車両サイズ、全長、価格、イメージ、装備など複数要件で分類するために明確な数値基準はなく、4,450mmを超えるものはCDセグメントもしくはフルCセグメントという場合もある。
日本では、2000年ごろは｢5ナンバーフルサイズ車｣と称された「スタンダードカー」や「上級コンパクトカー」が該当するとされていたが、本セグメントの車は近年サイズが拡大していることから2010年代以降は「ミドルクラス」に分類されている。アメリカの「コンパクトカー」、イギリスの「スモール・ファミリー・カー」、韓国の｢準中型車｣に近似する。
2010年代以降は側面衝突時の安全性確保を理由としてワイド化が進んだが、これにより日本では概して扱いづらいサイズとなってしまった（後述）。
ピックアップトラックやライトバンなどの商用車は、乗用車のセグメント分類には属さない。

### 日本国内市場における逆転現象

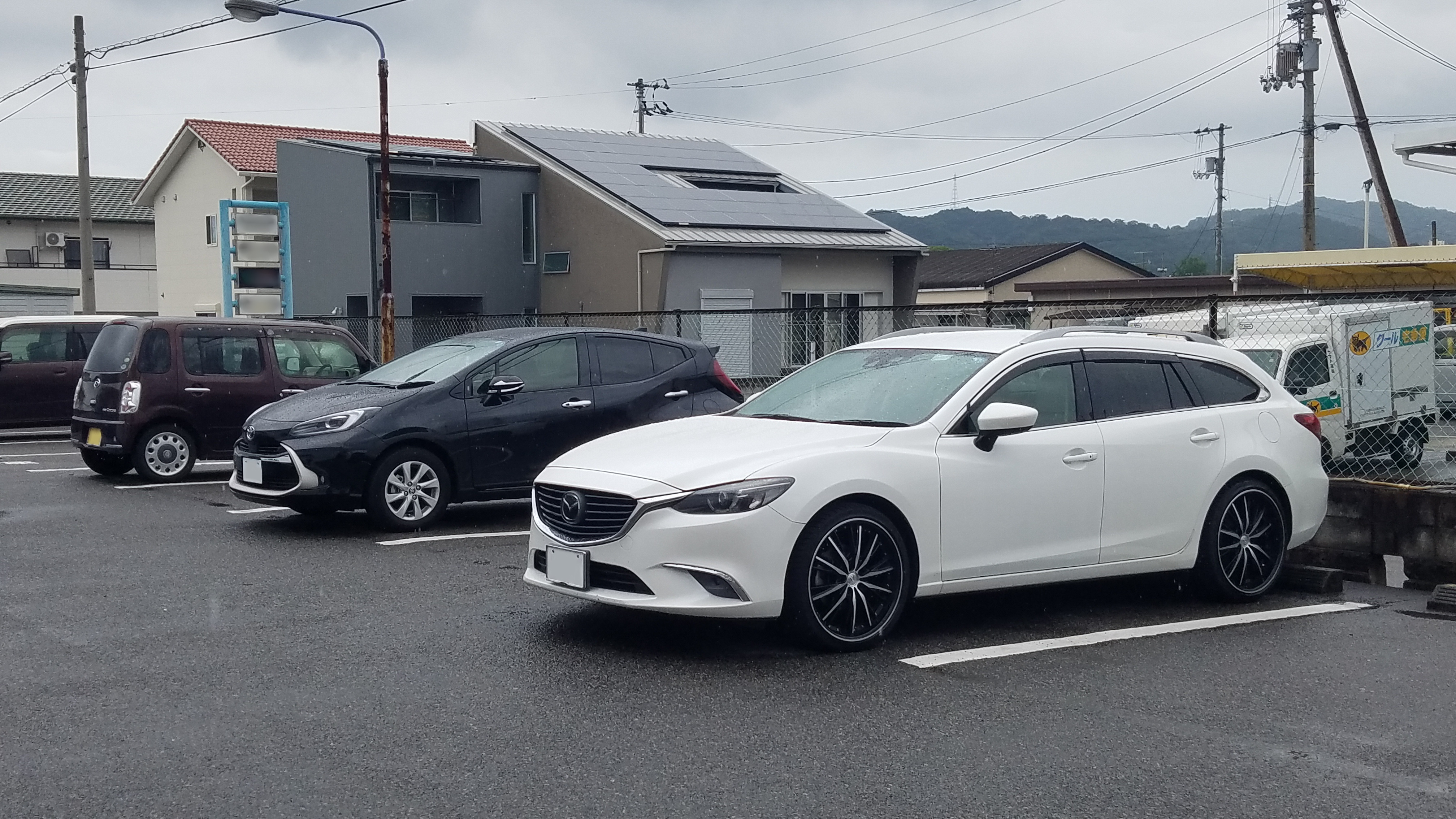
時に日本で2020年代のCセグメントの取り扱いに苦慮することを示した画像｡この駐車場は1台あたりの駐車枠がBセグメントであるトヨタ・アクアがなんとか収まるほど小さく､Cセグメント以上の車両は収まりきらないことが予想される｡(Dセグメントのマツダ・アテンザに至っては完全にフロントオーバーハングがはみ出してしまっている｡)

BCセグメント（フルBセグメント）の車は輸出先に合わせて大型化されているが、日本は交通インフラの設計基準に小型自動車と普通自動車が混在していることから5ナンバー車の需要は絶えない。
国内専用車として生産されていたアリオン/プレミオなど5ナンバーのCDセグメント（フルCセグメント）車は、生産台数で上回るBCセグメントにあたるカローラ系の輸出仕様車やオーリス（のちのカローラスポーツ）、カローラルミオン（=2代目サイオン・xB）など比して仕様が下回る事例もみられる。プレミオ/アリオンと同様にコロナ/カリーナの系譜にあたる欧州戦略車のアベンシスは、大型化された本格Dセグメント車である。
2019年現在、新車として販売されているフルBセグメントやJCセグメントとも扱われる5ナンバーのCセグメント車は、アリオン/プレミオのほかはいずれもBCセグメントに近いカローラアクシオ、カローラフィールダー、グレイス、シャトルである。
一方で5ナンバー堅持を断念し3ナンバー化したCセグメントのボディサイズ肥大化は2000年代のD/Eセグメントのサイズ、及び2010年代の平均車齢（13年前後）を考えると急激に進んでいると言え､ざっくり言えば｢ゼロ・クラウン｣を乗り潰した頃にカローラスポーツを見たら、むしろワイドになっていた｣という状況である｡
例えばトヨタ・カローラの場合、全車3ナンバー化した12代目以降はセダン/ツーリング(ワゴン)で全幅が1,745mmと､かつてのマークⅡ/マークX（X100系で1,755mm､X120系で1,775mm）にまで迫ってきている｡それどころかカローラスポーツに至っては1,790mmと､マークⅡどころかいわゆる｢ゼロ・クラウン｣（1,780mm）をも超える数値となっている。そして他社を見ても同じようなもの（6代目インプレッサ:1,780mm､BP系MAZDA3:1,795mmなど）である。さらには同排気量帯のCUVに至っては、カローラクロス（1,825mm）のように2000年代のグローバルEセグメントセダンすら超越する（例：Y50フーガ:1,795～1,805mm､S190系GS:1,820mm）モデルが登場するようになった。また、全長も2代目レヴォーグのように完全に小型車枠を超えている例（4,755mm）もある。
日本のインフラ事情が設計に影響しにくい(ともすれば日本に投入すらされていない)外国車に至ってはその傾向はさらに強く、ついには全幅1800mmすら超えるモデルも登場(シトロエン・C4は1800mmジャスト、プジョー・308、ルノー・メガーヌ、フォード・フォーカス、ヒョンデ・エラントラなどは超える)するようになってきている。
このように2000年代のDセグメント､ともすればEセグメントすら超えるまでにワイド化した2020年代のCセグメントは､5ナンバー車を基準に設計された道路や駐車場が多い日本国内では「コンパクト」とはとても呼べないクラスとなっている。